# Робърт Сенкер
Робърт Джоузеф Сенкер (на английски: Robert Joseph Cenker) е американски инженер и астронавт на НАСА, участник в един космически полет.

## Образование
Робърт Сенкер завършва университета на щата Пенсилвания с бакалавърска степен по аерокосмическо инженерство. Получава магистърска степен по електроинженерство от университета Rutgers в Ню Джърси. В продължение на 18 години работи като конструктор в RCA Corporation (на английски: Radio Corporation of America).

## Служба в НАСА
Робърт Сенкер е избран за астронавт от RCA Corporation на 8 април 1985 г. като специалист по полезния товар. Той взима участие в един космически полет.

### Полет
| Космически полет на Робърт Джоузеф Сенкер                     | Космически полет на Робърт Джоузеф Сенкер | Космически полет на Робърт Джоузеф Сенкер | Космически полет на Робърт Джоузеф Сенкер | Космически полет на Робърт Джоузеф Сенкер | Космически полет на Робърт Джоузеф Сенкер | Космически полет на Робърт Джоузеф Сенкер |
| №                                                             | Дата                                      | КК                                        | Емблема на мисията                        | Функции                                   | Продължителност                           |                                           |
| ------------------------------------------------------------- | ----------------------------------------- | ----------------------------------------- | ----------------------------------------- | ----------------------------------------- | ----------------------------------------- | ----------------------------------------- |
| 1                                                             | 12 януари 1986                            | „Колумбия“, мисия STS-61C                 |                                           | Специалист по полезния товар              | 6 денонощия 02 часа 03 мин. 51 сек.       |                                           |
| Сумарно време в космоса – 6 денонощия 02 часа 03 мин. 33 сек. |                                           |                                           |                                           |                                           |                                           |                                           |